# جسر كليفتون المعلق

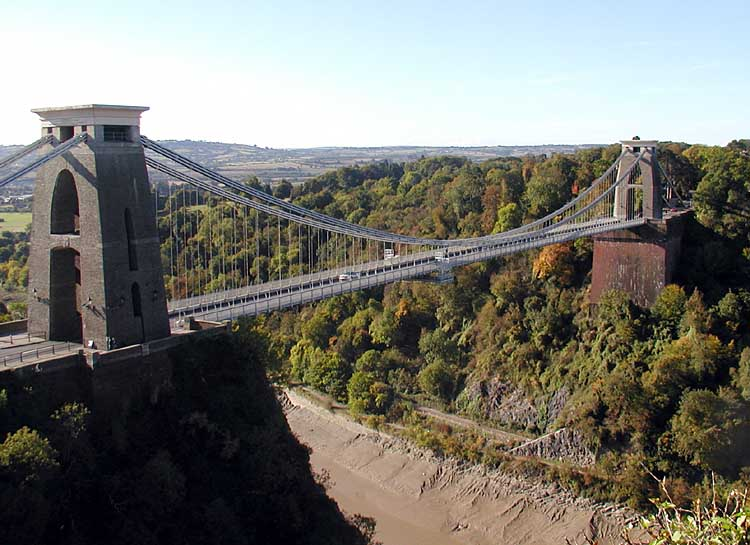
جسر كليفتون المعلق

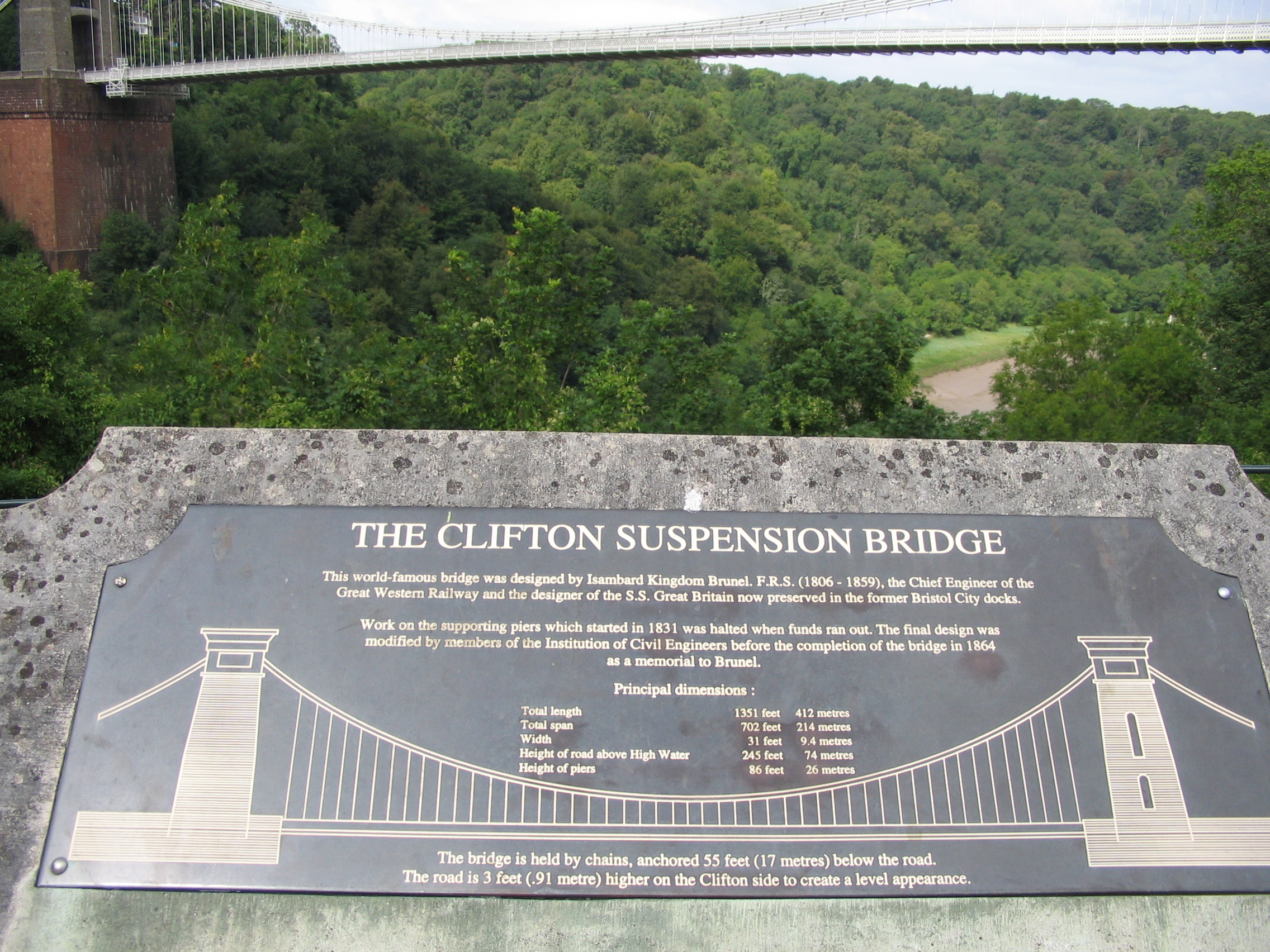
صفيحة المعلومات المعدنية على الجسر

جسر كليفتون المعلق (بالإنجليزية: Clifton Suspension Bridge ) هو جسر معلق يقع في مدينة بريستول الأنجليزية، يمتد الجسر فوق صدع أفون ويربط منطقة كليفتون في مدينة بريستول بمنطقة لاي وودز (بالإنجليزية: Leigh Woods) في شمال مقاطعة سمرست في جنوب غرب أنجلترا. صممه المهندس الأنجليزي الشهير آسامبارد كينجدم برونيل عام 1829, وقد انتهى من تشيد الجسر عام 1864.يعتبر الجسر من المعالم المستخدمة من ضمن مدينة بريستول. المبنى مصنف بأنه من الدرجة الألولى في قائمة البناء في المملكة المتحدة.
هو بناء مدرج بالدرجة الأولى.

## أبعاد الجسر
- عرض 31 قدما (9.5م)
- المدى: 702 قدم (214 مترا)
- الطول الاجمالي 1,352 قدم (414 م)
- ارتفاع الابراج: 86 قدما (26 مترا)
- الترخيص: 245 قدم (75 مترا) فوق مستوى المياه التي هي أسفله
- المرور: أربعة ملايين سيارة في العام

## وصلات خارجية
- الموقع الرسمي لجسر كليفتون المعلق
- صور ومعلومات عن الجسر